# Diamond Cut Diamond (film 1912)
Diamond Cut Diamond è un cortometraggio muto del 1912. Il nome del regista non viene riportato nei credit del film.

## Produzione
Il film fu prodotto dalla Vitagraph Company of America.

## Distribuzione
Distribuito dalla General Film Company, il film - un cortometraggio in una bobina - uscì nelle sale cinematografiche statunitensi il 24 maggio 1912. Non si conoscono copie ancora esistenti della pellicola che viene considerata presumibilmente perduta.